# Ramon Auladell Domènech
Auladell  Domènech est un nom espagnol. Le premier nom de famille, en général paternel, est Auladell ; le second, en général maternel, souvent omis, est Domènech.
Ramon Auladell Domènech, né à Manlleu le 19 mai 1963,, est un ancien joueur de rink hockey des années 1980.

## Parcours
Il commence à pratiquer le rink hockey à l'âge de 8 ans au CP Voltregà, et passe dans l'équipe première en 1980. En 1984, il signe au HC Amatori Vercelli en Italie, après avoir été le maximum buteur de la ligue espagnole.
En 1986, il se rend en Catalogne, en signant avec le  CE Noia, et la saison suivante au FC Barcelone en même temps que Ton Carafí,. À Barcelone, il ne triomphe pas, et lors de la saison 1988-89 il rentre au Voltregà. Il signera par la suite au CP Vich, club où il prend sa retraite,.
En tant qu’entraîneur, in intervient dans le Club Patinage La Garriga et le Mollet Hockey Club.